# Escuela Grande de San Marcos
La Escuela grande de san Marcos (Scuola Grande di San Marco en italiano) es un edificio civil de estilo renacentista situado en el barrio de Castello, en Venecia (Véneto, Italia).
La fachada principal del edificio recae al Campo Santi Giovanni e Paolo, una de las plazas principales de la ciudad. En la actualidad constituye el acceso principal al Hospital civil  SS. Giovanni e Paolo. En el siglo XV era una de las seis organizaciones benéficas más importantes de Venecia, las llamadas scuolas, una especie de cofradías. En ellas se repartían limosnas a los pobres, pero también financiaban dotes, educación, u organizaban procesiones, bodas o entierros. Podían pertenecer a ella todos los ciudadanos, y no solo la élite, aunque la pertenencia a ellas daba mucho prestigio social. Es decir, eran una especie de asociaciones con fines filantrópicos y religiosos.
La ciudadanía se concedía a todos los venecianos de tercera generación o a quienes llevaran pagando impuestos quince años.

## Historia
La scuola bajo el patrocinio de san Marcos, patrón de Venecia, fue fundada en el año 1260 y su primera ubicación se encontraba en el solar que ocupaba la demolida iglesia de la Santa Cruz, en la zona de los giardini Papadopoli.
Desde el principio fue una de las instituciones más importantes de Venecia. En el año 1443 los dominicos de la vecina Basílica de san Juan y san Pablo cedieron un área próxima para la construcción de una nueva sede, la cual fue devastada por un gran incendio en el año 1485.
Pasados 20 años, la escuela fue reconstruida gracias a la cuota que la cofradía había establecido entre sus socios y el apoyo dado por el Senado veneciano. Los trabajos, dirigidos en un principio por Pietro Lombardo y Giovanni Buora, fueron finalmente confiados a Mauro Codussi, quien finalizó la fachada y realizó la escalera monumental del interior. Constituye una de las obras más destacadas del Renacimiento veneciano.
En el año 1807, estando Venecia bajo el dominio napoleónico, la cofradía fue disuelta y el edificio se convirtió primero en hospital militar austríaco para pasar a ser un hospital civil posteriormente, alterando de forma sustancial su interior.

## Exterior

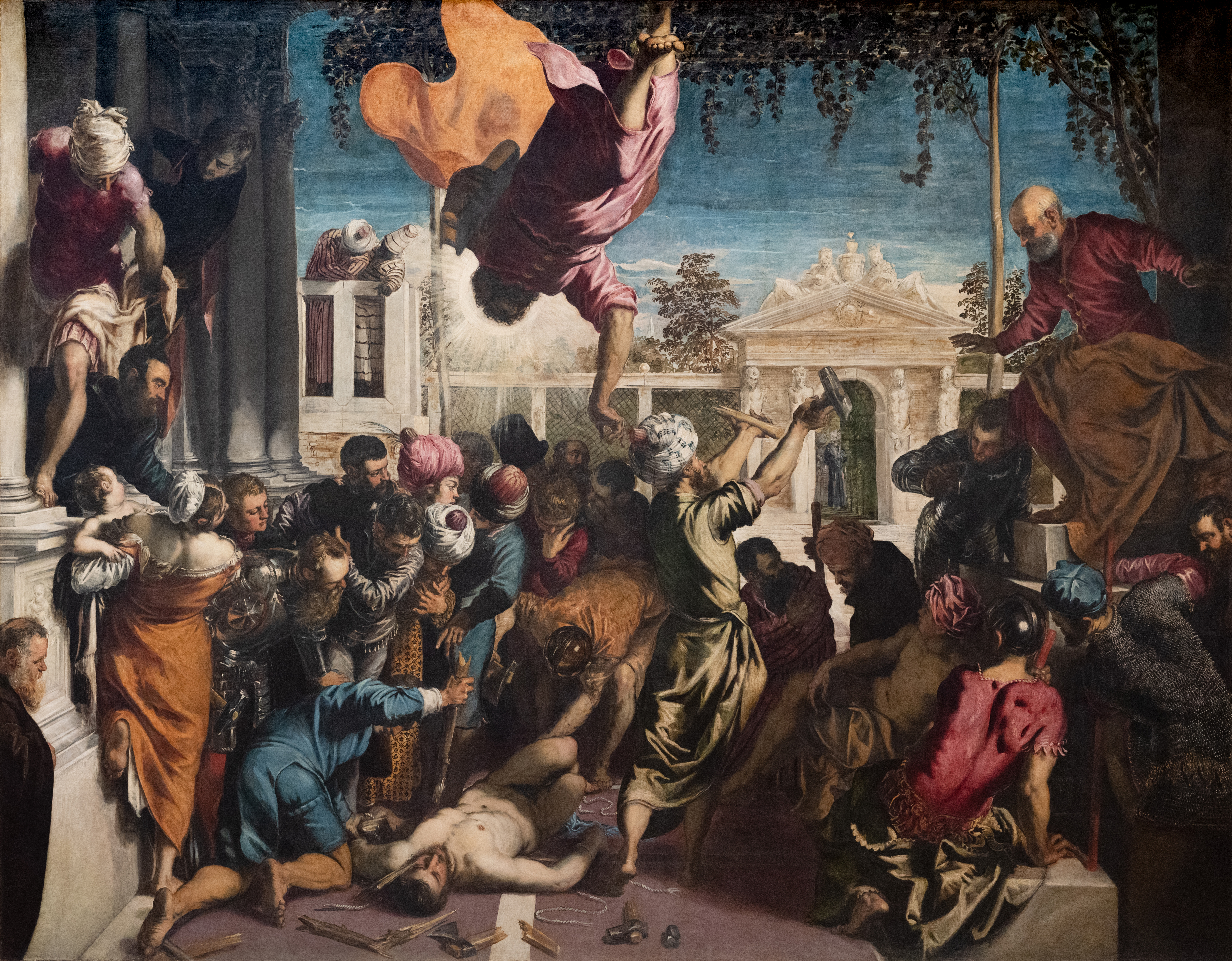
San Marcos liberando al esclavo obra de Tintoretto y actualmente en la Galería de la Academia de Venecia, decoraba anteriormente una de las salas de la Scuola.

La fachada, delicada composición de edículos, lesenas corintias y estatuas de mármol blanco y polícromo es una obra maestra de la arquitectura renacentista. Se encuentra dividida en dos partes: a la izquierda se ubicaban los salones de reunión y a la derecha el albergue.   
La decoración marmórea y los altorrelieves de la parte inferior (dos leones de san Marcos y la Historia de san Marcos) se atribuyen al taller de los Lombardo. La portada principal presenta un pórtico avanzado con columnas apoyadas en un plinto finamente tallado. La arquivolta presenta una tímpano con un altorrelieve (San Marcos venerado por los hermanos) generalmente atribuido a Bartolomeo Bon, así como la estatua superior de La Caridad.
Mauro Codussi fue el encargado de hacer posteriormente la fachada del albergue, el coronamiento superior con la luneta y la estatua que lo corona.

## Interior
La escalera de la planta baja es una reconstrucción del siglo XX ya que la realizada por Codussi se demolió cuando el edificio fue transformado en hospital. 
En la planta superior se encuentran los salones y la sala del albergue que lucen unos espléndidos techos con casetones de acabado dorado. 
Albergó una riquísima decoración pictórica, con obras muy señaladas de Tintoretto, que hoy se encuentran en diversos museos como la Galería de la Academia de Venecia o la Pinacoteca de Brera de Milán.

## Galería

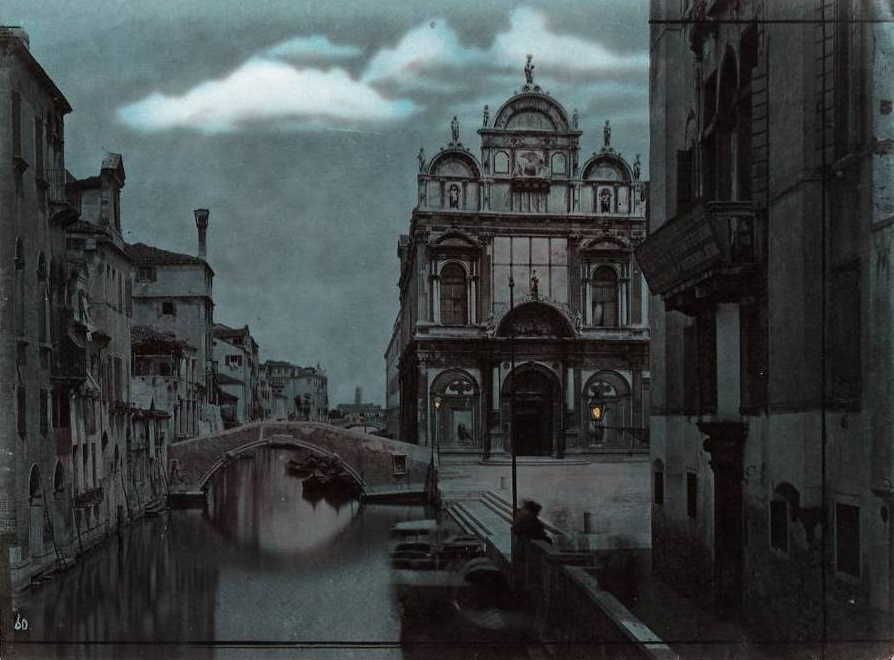
Fotografía nocturna. Finales siglo XIX (1882?)
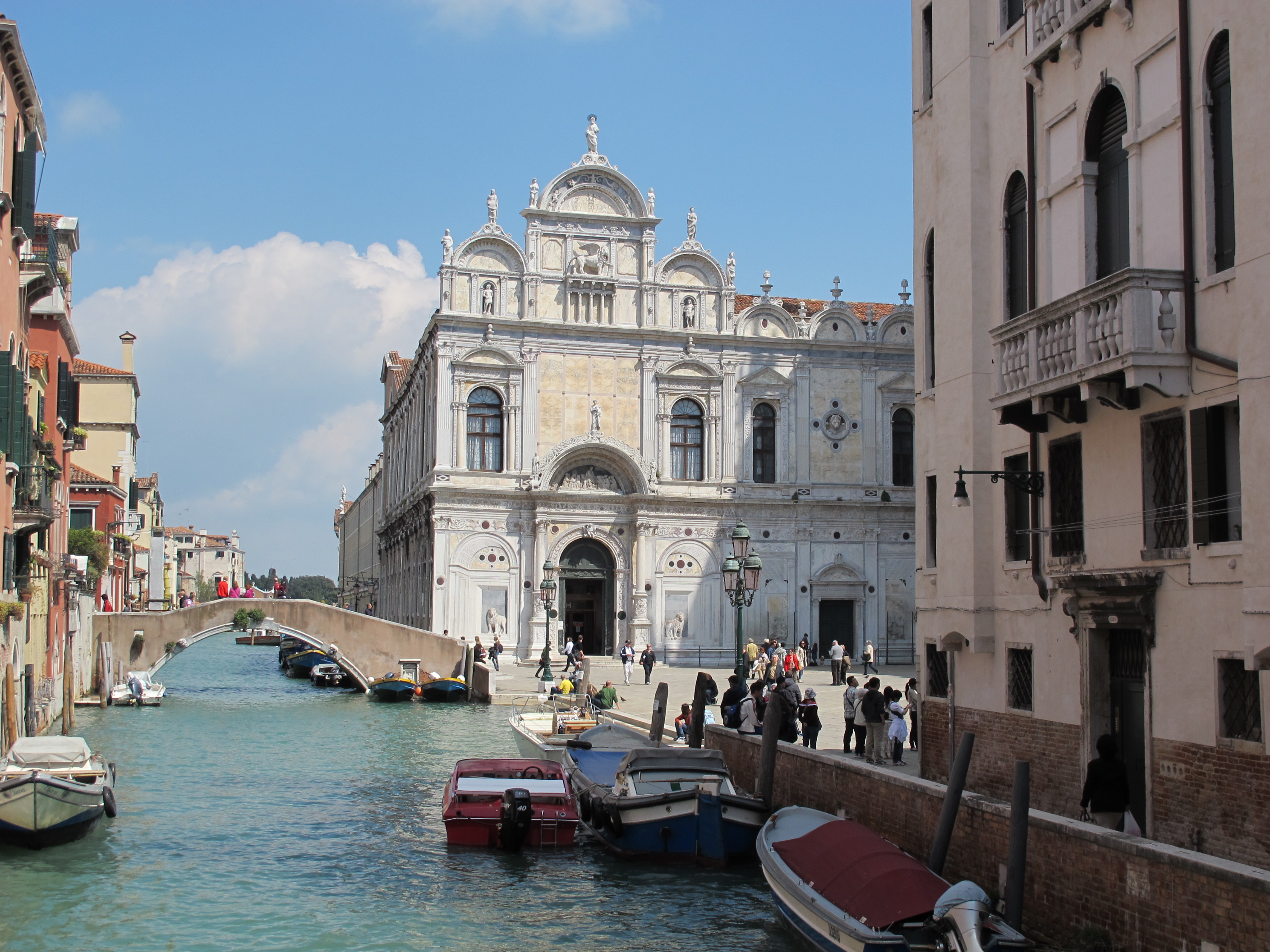
Misma toma en la actualidad.
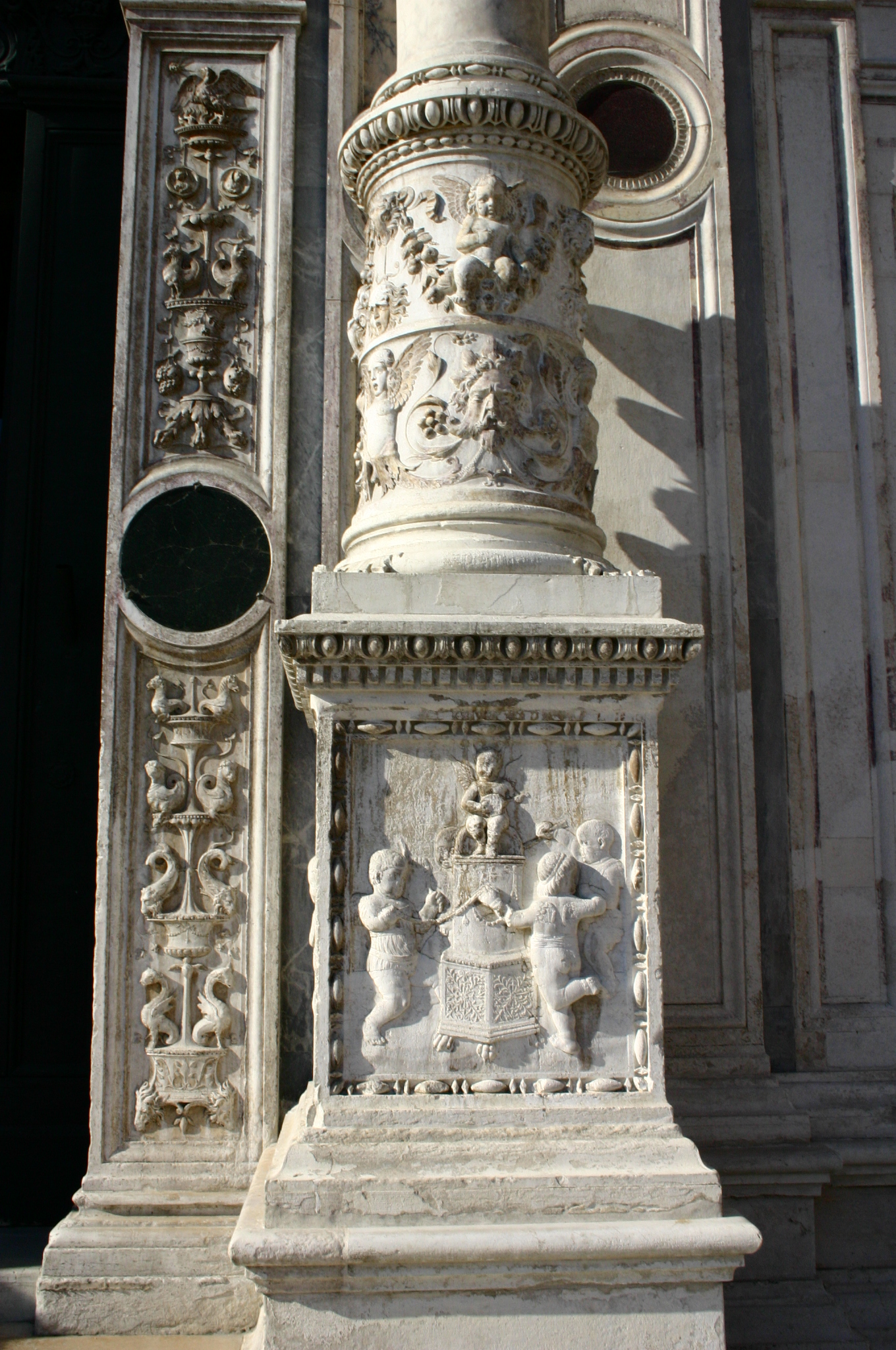
Detalle del plinto y columna.
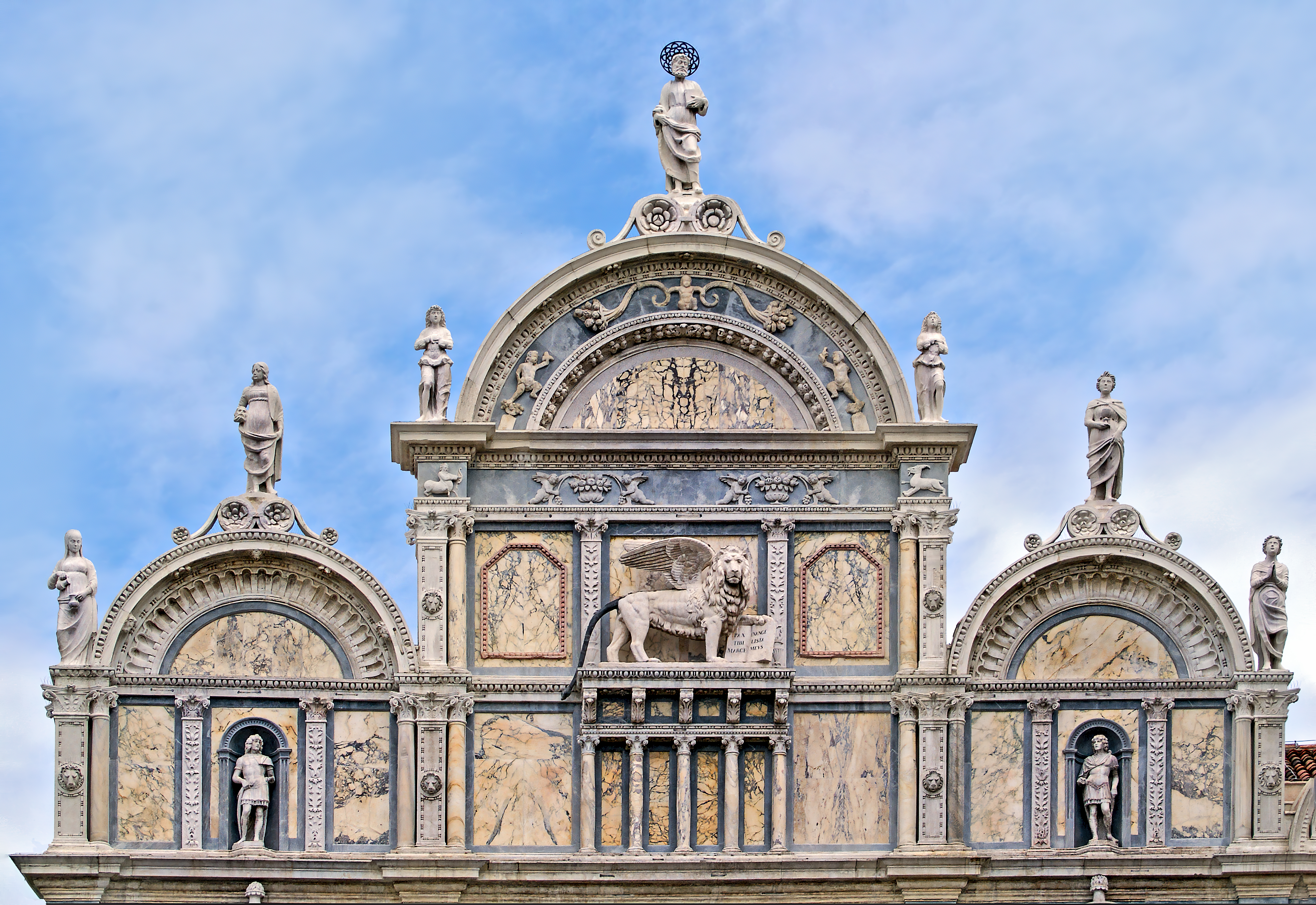
La parte superior de la fachada.
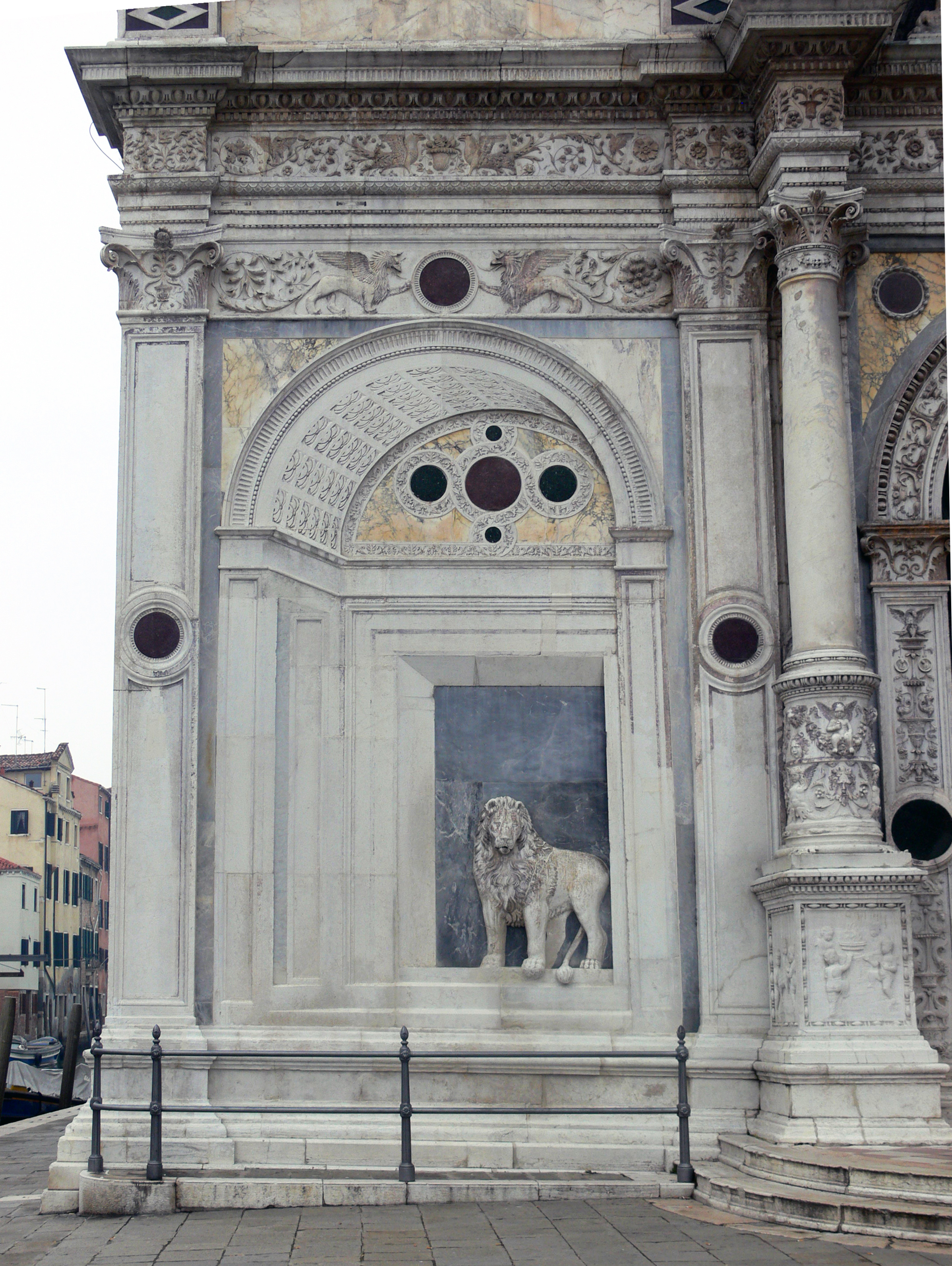
Altorrelieves fachada
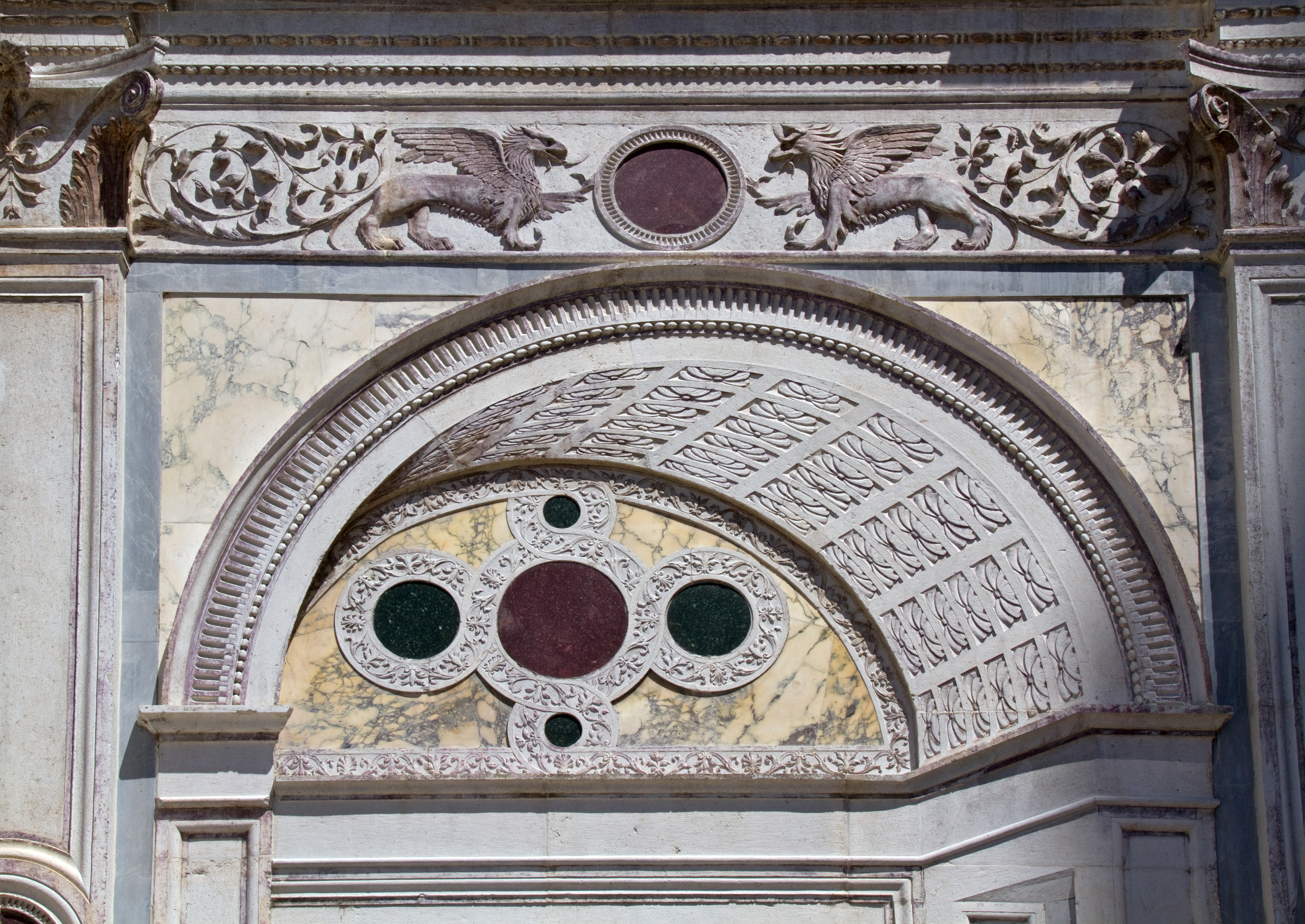
Detalle
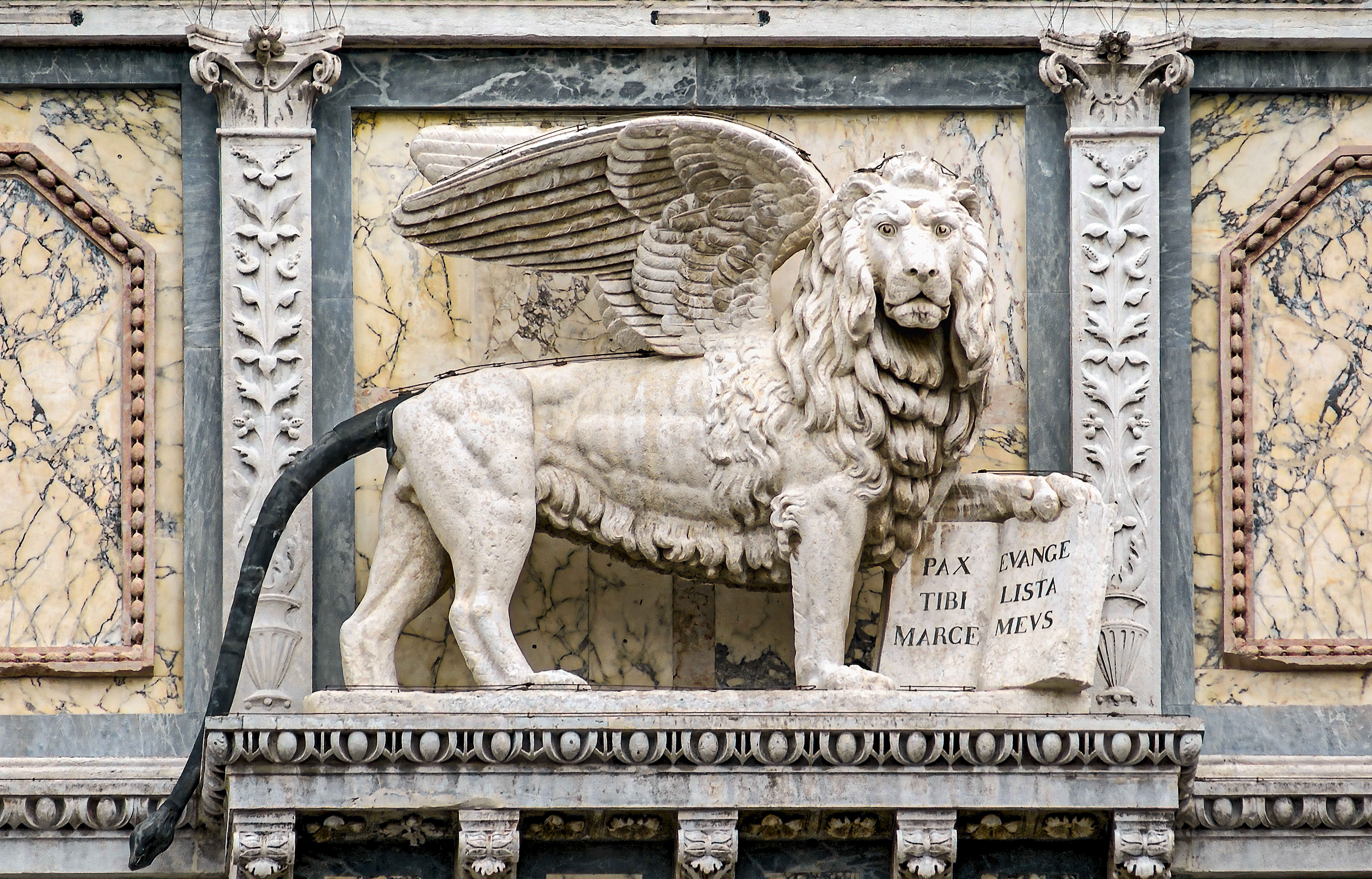
León de San Marco